# نيسان ار 390 جي تي 1
نيسان ار 390 جي تي 1 (بالإنجليزية: Nissan R390 GT1)‏ هي سيارة من صناعة نيسان موتورز أنتجت في 1997 وتوقف إنتاجها في 1998.